# Metropolitano de Turim
O Metrô de Turim (em italiano:  Metropolitana di Torino) é um sistema de transporte público que conecta a cidade de Turim, na Itália com a cidade de Collegno.
A primeira linha do sistema, a linha 1, tem 23 estações em operação e começa na estação Fermi em Collegno chegando até a estação Bengasi, no sul de Turim. A linha foi aberta em 4 de fevereiro de 2006, em ocasião dos Jogos Olímpicos de Inverno de Turim. A rede é formada por uma linha de 15,1 km de extensão, em 2024.

## História

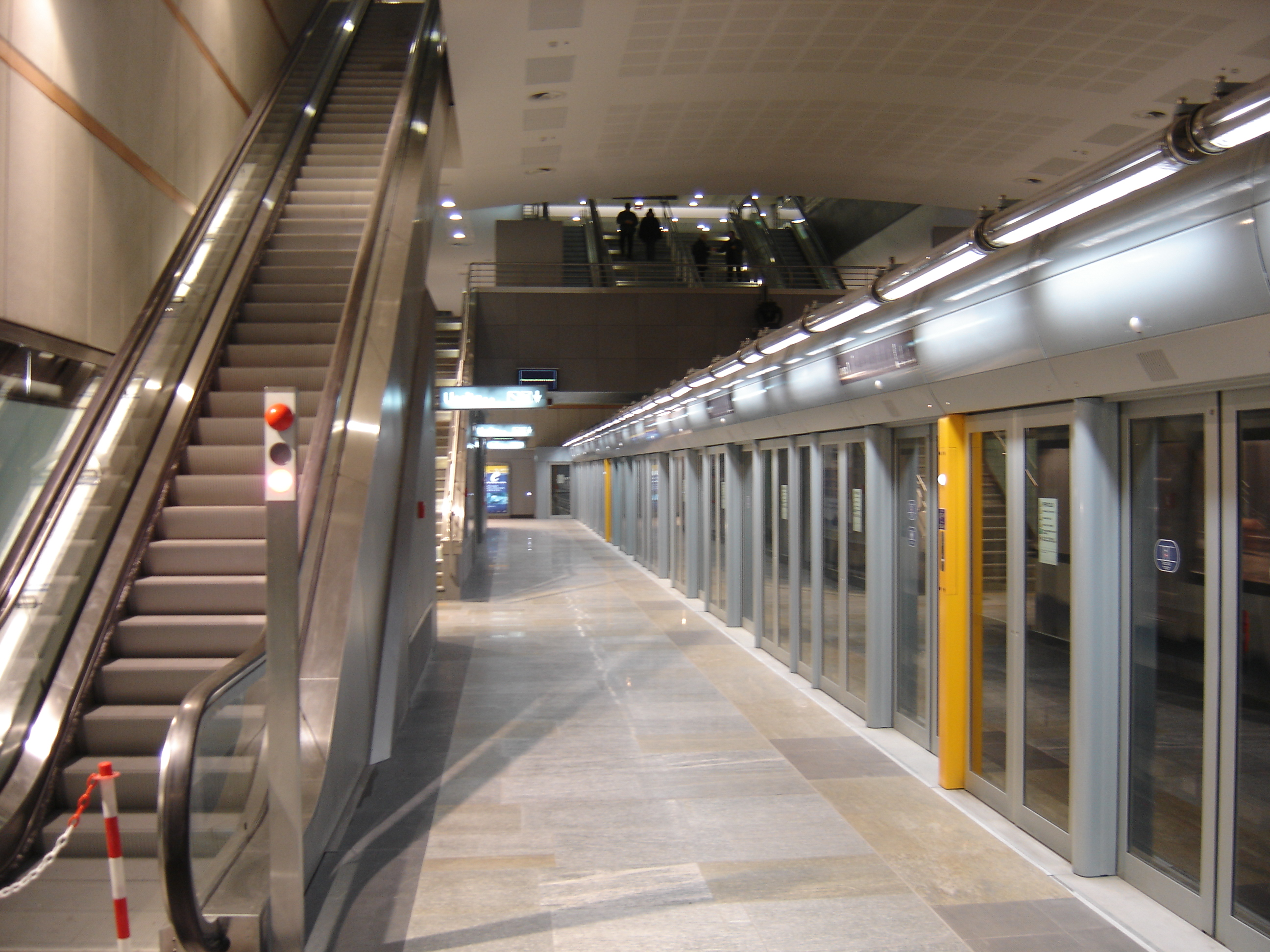
Estação Fermi durante os Jogos Olímpicos de Inverno de 2006.

A história do metrô de Turim começa na década de 1930, quando o primeiro projeto de um transporte subterrâneo foi apresentado. No entanto, apenas uma parte do primeiro túnel subterrâneo foi construído, e o projeto real foi posto de lado.
Uma nova companhia comprometida com o desenvolvimento de um sistema de metrô em Turim foi fundada, em 1960. Vários projetos e estudos de viabilidade foram feitos para uma linha subterrânea de 7 km sob o centro da cidade e, em seguida, para uma linha conectando fábricas da Fiat com bairros vizinhos, porém as propostas acabaram sendo rejeitadas.
Em meados dos anos 1980, uma nova proposta para um sistema de cinco linhas de bonde rápido foram aprovadas. Entretanto, somente a linha planejada 3 foi construída segundo o projeto original, enquanto as outras eventualmente foram construídas como bondes regulares.
Um novo projeto foi aprovado, em 1995, para uma linha que se estenderia de Campo Volo, no lado oeste da cidade, até Porta Nuova, a principal estação de trem de Turim. O projeto foi colocado em espera devido à falta de fundos.
O projeto para a linha de metrô foi retomado em abril de 1999, e contaria com uma rota mais longa até Lingotto, baseado no sistema VAL (Véhicule Automatique Léger), um metrô leve sobre pneus. A construção começou em 19 de dezembro de 2000, sendo parte dos trabalhos realizados para os Jogos Olímpicos de Inverno de 2006, que seriam sediados na cidade. A primeira parte da linha, ligando as estações Fermi e XVIII Dicembre, foi inaugurado em 4 de fevereiro de 2006. A segunda seção, no sul para Porta Nuova, foi aberta em 5 de outubro de 2007.
Um novo trecho com seis novas estações a partir da Porta Nuova estava previsto para inauguração em 2010. A estação Porta Susa, localizada entre XVIII Dicembre e Vinzaglio, que também estava em fase final de construção na época, foi inaugurada em 9 de setembro de 2011. A última parte da linha inicial, ligando o sul a Lingotto, foi inaugurada em 6 de março de 2011.
A extensão a Bengasi, adicionando 2 estações e 2 km ao sul, foi inaugurada em 23 de abril de 2021.

## Material rodante

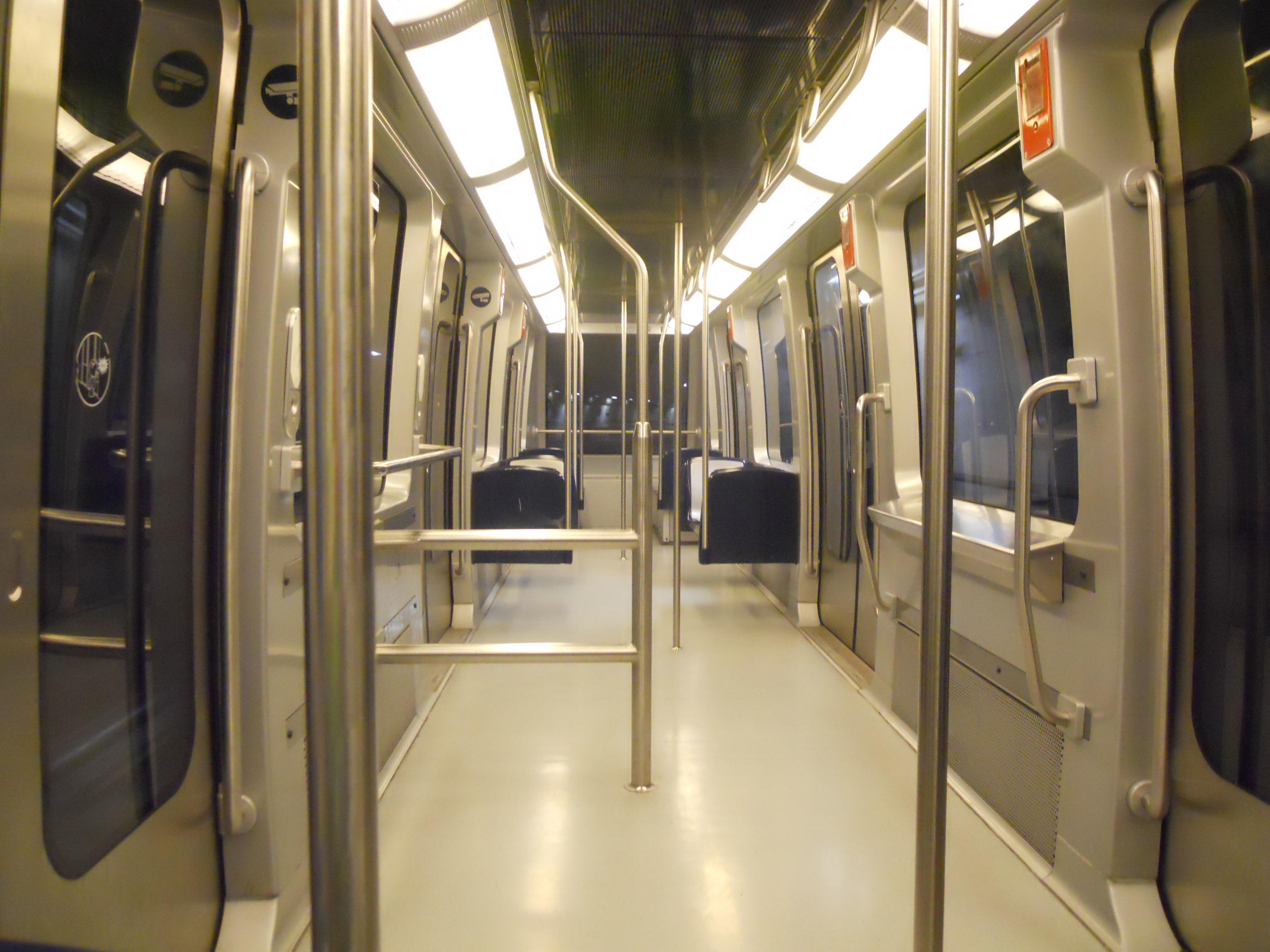
Interior de um dos trens VAL 208 do metrô de Turim.

O metrô de Turim conta com uma frota de 58 trens-unidade elétricos do tipo VAL 208 de 2 carros cada, os quais circulam acoplados dois-a-dois, formando uma frota operacional de 29 trens. Circulam sobre pneus de borracha em trilhos de aço e operam em regime UTO (Unattended Train Operation, operação ferroviária desassistida), no mais elevado nível de automação, GoA4, controlados pelo sistema de sinalização CBTC. Como o sistema é da tipologia metrô leve, seus trens tem capacidade reduzida em relação a trens de metropolitanos convencionais, cada trem comportando 440 passageiros simultâneos (cada carro com capacidade para 19 pessoas sentadas e 61 em pé). Cada carro tem 13 metros de comprimento por 2,08 metros de largura (dimensão que dá nome ao modelo).
Suas rodas de borracha permitem taxas de aceleração e desaceleração maiores que trens de roda de aço - as taxas praticadas em operação normal são de +/- 1,3 m/s², enquanto trens convencionais chegam à magnitude máxima de 1,2 m/s² quando em frenagem de emergência - além de tornarem possíveis rampas de maior inclinação (até 7%, ao invés dos 5% de trens convencionais), comparáveis com sistemas de monotrilho sobre vigas, que conseguem superar rampas de até 8%. Os trens são alimentados por um terceiro e quarto trilho, a 750 VCC.

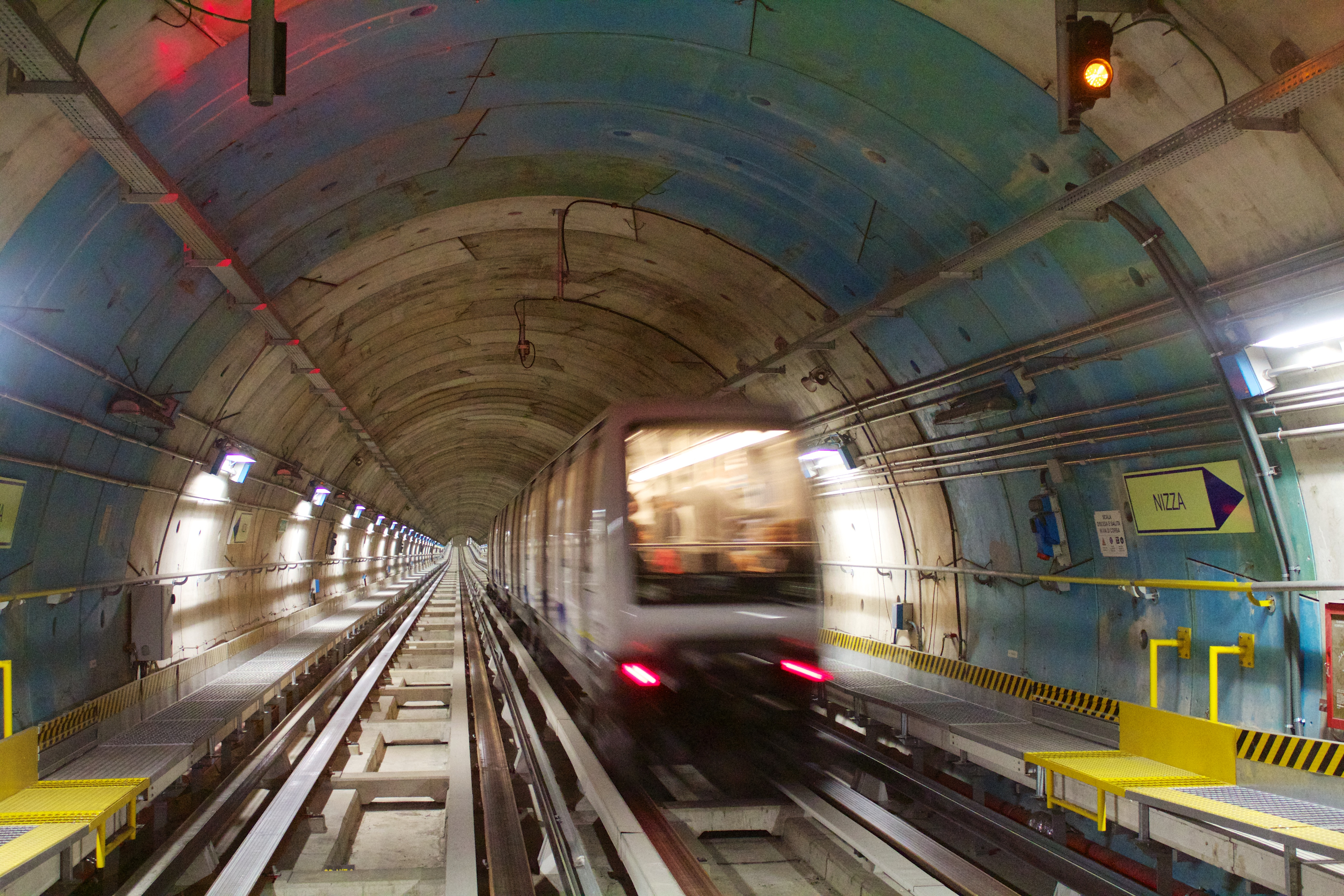
Trem do metrô em túnel, próximo da estação Nizza. Note seus trilhos de metal marcados pelos pneus de borracha. Perceba também o terceiro e quarto trilhos.

Todos os trens são dotados de telecâmeras e de interfones de emergência.

## Planos de expansão

### Linha 1
A expansão a oeste está prevista para atingir das fronteiras de Collegno até Cascine Vica, distrito da cidade de Rivoli. O plano compreende quatro estações adicionais, incluindo Collegno FS que estará integrada com a estação ferroviária principal da cidade de Collegno.

### Linha 2
Uma segunda linha está, atualmente, sendo planejada. Esta linha irá conectar os subúrbios ao sudoeste da cidade (Orbassano e Beinasco) com a zona norte de Barriera di Milano. Será dividida em 3 trechos, um prioritário e duas expansões. O trecho prioritário terá 16 km, com 23 estações, de Rebaudengo a Anselmetti, cruzando a Linha 1 na estação Porta Nova e atingindo pontos importantes como a Universidade Politecnico di Torino e a Mole Antonelliana, um dos principais atrativos turísticos da cidade. O segundo trecho será um prolongamento sul, com 5 estações em 6 km, rumo a Orbassano, e o terceiro trecho, um prolongamento norte em formato de Y em relação ao trecho prioritário, também com 6 km e 4 estações, saindo de Cimarosa-Tabacchi e rumo a Pescarito/San Mauro.
| Lista de estações planejadas para a Linha 2 do metrô de Turim |
| --- |
| - Orbassano Centro* - Pasta di Rivalta* - Orbassano Centro Ricerche* - Beinasco Centro* - Fornaci* - Anselmetti - Mirafiori - Cattaneo - Omero - Pitagora - Parco Rignon - Santa Rita - Stadio Olimpico - Piazza d'Armi - Zappata FS - Caboto - Politecnico di Torino - Pastrengo - Porta Nuova - M1 - Carlo Alberto - Mole - Giardini Reali - Verona - Novara - Bologna - Cimarosa - Tabacchi - Corelli - San Giovanni Bosco - Giulio Cesare - Rebaudengo FS - Sofia* - Barca - Bertolla* - San Mauro* - Pescarito* |
| Estações marcadas com um * serão implantadas posteriormente, como expansões da linha 2. |

## Horário de funcionamento
O Metrô de Turim funciona nos seguintes horários:
- Segunda-Feira a Quinta-Feira das 05:30 até 21:30
- Sexta-Feira e Sábado das 05:30 até 01:00
- Domingo e Feriados das 07:00 até 21:30

Os horários podem sofrer modificações em virtude da época do ano e de eventos planejados na cidade.
Após o final da operação comercial, quando esta termina às 21:30, é posta em operação uma linha de ônibus substitutiva, denominada M1S, que presta serviço de meia em meia hora ligando as estações do metrô.

## Tarifas
O preço da passagem unitária do sistema é de 1,90 € se comprada digitalmente e 2,00 € se comprada em papel, sendo válida também fora do metrô para viagens ilimitadas em outros transportes públicos na cidade por 100 minutos. No metrô, é válida para uma única viagem.
Além disso, qualquer forma de bilhete de transporte urbano por tempo é válida também para o sistema de metrô.